# Monika Käslin
Monika Käslin (22 novembre 1972) è un'ex sciatrice alpina svizzera.

## Biografia
Specialista delle prove tecniche, la Käslin debuttò in campo internazionale ai Mondiali juniores di Zinal 1990 e ottenne l'unico piazzamento in Coppa del Mondo il 12 gennaio 1992 a Schruns in slalom speciale (20ª). Si ritirò all'inizio della stagione 1994-1995 e la sua ultima gara fu uno slalom gigante FIS disputato il 4 dicembre a Saas-Fee; non prese parte a rassegne olimpiche o iridate.

## Palmarès

### Coppa del Mondo
- Miglior piazzamento in classifica generale: 110ª nel 1992

### Campionati svizzeri
- 1 medaglia (dati parziali):
  - 1 oro (slalom speciale[senza fonte] nel 1992)